# Saison 1907 de la Juventus FC
Maillots
Chronologie
Saison précédente Saison suivante
La saison 1907 du Foot-Ball Club Juventus est la huitième de l'histoire du club, créé dix ans plus tôt en 1897. 
Le club piémontais, qui fête son 10e anniversaire d'existence, participe cette année-là à la 10e édition du championnat d'Italie, ainsi qu'au championnat de Seconda Categoria (deuxième division) pour la réserve du club.

## Historique
C'est lors de la saison 1907, avec le joueur (et l'un des créateurs) du club Carlo Vittorio Varetti comme président, que l'équipe tente de se relever des difficultés rencontrées l'année d'avant avec le départ de nombreux cadres de l'équipe venus rejoindre l'ancien président du club Alfred Dick dans son nouveau club du Foot-Ball Club Torino (devenu le grand rival des Bianconeri).
On note néanmoins l'arrivée au club de nouveaux joueurs comme l'Écossais Aidan McQueen, ou les Italiens Casimiro Nay et Ernesto Borel.
Lors de la Prima Categoria de 1907 (ancêtre de la Serie A) qui débute au début de l'année 1907, a lieu comme premier match comptant pour les éliminatoires régionales du Piémont la première partie de son histoire contre le Foot-Ball Club Torino, premier derby d'une longue série entre les deux clubs turinois (le match entre la Juve et le Torino est appelé le Derby della Mole ou Derby de Turin). Le match se tient le dimanche 13 janvier 1907 et voit finalement le FBC Torino s'imposer à domicile dans son Vélodrome Humbert Ier contre la Vieille Dame sur un score de 2 buts à 1 (le but juventino est inscrit sur penalty par Borel). Lors du match retour à domicile au Campo Piazza d'Armi censé au départ se tenir le 27 janvier puis annulé pour cause de mauvais temps, les Juventini s'inclinent finalement à nouveau le 3 février contre Torino 4-1 (le but de la Juventus est également inscrit par Borel sur penalty) et ne parviennent donc pas à passer le tour éliminatoire du championnat, pour la première fois depuis 1902.

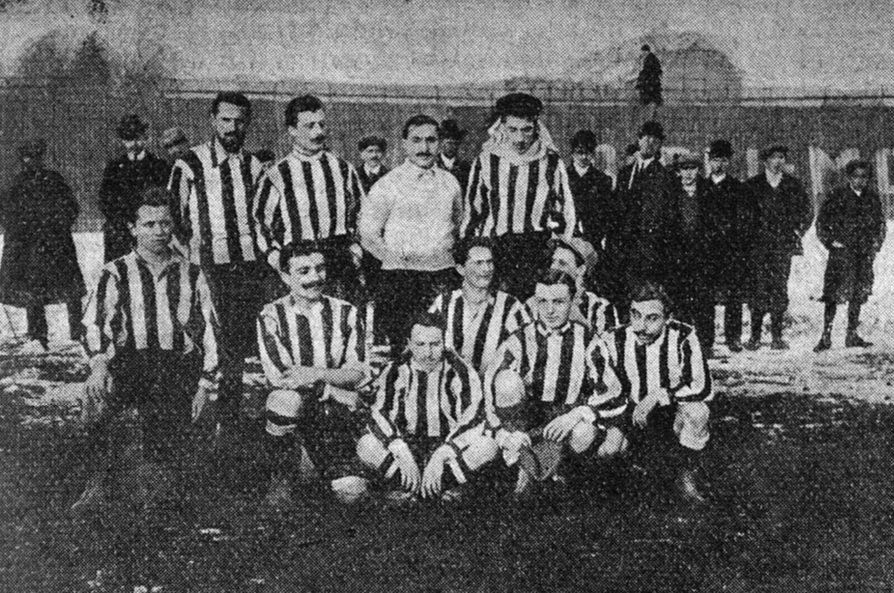
Les bianconeri de la saison

Après la désillusion de l'équipe première du club, il s'agit désormais de l'équipe réserve bianconera, la Juventus II, qui doit disputer la Seconda Categoria 1907 (à l'époque la D2 mais l'équivalent aujourd'hui de la neuvième division). 
Le club s'inscrit donc dans la phase de qualification régionale du Piémont comptant pour les qualifications et c'est le dimanche 17 mars 1907 que les réservistes juventini commencent leur saison à domicile en s'inclinant par un résultat de 4 à 0 contre le Calcio Pro Vercelli (équipe que la Juve avait éliminé un an auparavant lors de la Seconda Categoria 1906). 
Le match retour, à Verceil le 24 mars, voit Verceil s'imposer à nouveau contre la Vieille Dame 1 but à 0.
Avec deux défaites en deux matchs (comme pour l'équipe une), la réserve du Foot-Ball Club Juventus ne franchit pas les éliminatoires piémontais.
Ces piètres résultats Juventini de la part de leurs deux équipes en première et deuxième division font de cette saison 1907 l'une des plus mauvaises de leur histoire sur le plan des résultats. La Juventus ne réussit pas au bout d'un an à se reformer après l'amputation d'une partie de son effectif et de son budget.
Un peu plus tard durant l'année 1907, la Juve remporte un trophée amical mineur, la Coppa Luserna San Giovanni, se consolant d'une des pires saisons du club depuis plusieurs années, le club fêtant entre autres le 10e anniversaire de sa fondation lors d'un banquet dans un restaurant avec ses tifosi.

## Déroulement de la saison

### Résultats en championnat

#### Éliminatoires du Piémont
| dimanche 13 janvier 1907 Match aller | Torino                  | 2-1 | Juventus     | Velodromo Umberto I, Turin 15h00 Arbitre : Pasteur |
| dimanche 13 janvier 1907 Match aller | Ferrari Orsi · Kaempfer |     | (pen.) Borel | Velodromo Umberto I, Turin 15h00 Arbitre : Pasteur |

| dimanche 3 février 1907 Match retour | Juventus     | 1-4 | Torino   | Campo Piazza d'Armi, Turin Arbitre : Spensley |
| dimanche 3 février 1907 Match retour | Borel (pen.) |     | Kaempfer | Campo Piazza d'Armi, Turin Arbitre : Spensley |

### Résultats en championnat de Seconda Categoria

#### Éliminatoires du Piémont
| dimanche 17 mars 1907 Match aller | Juventus II | 0-2              | Pro Vercelli | Turin |
| dimanche 17 mars 1907 Match aller |             | Buteurs inconnus |              | Turin |

| dimanche 24 mars 1907 Match retour | Pro Vercelli   | 1-0 | Juventus II | Verceil |
| dimanche 24 mars 1907 Match retour | Buteur inconnu |     |             | Verceil |

### Matchs amicaux
| mardi 1er janvier 1907 | Juventus         | 2 - 0 | Virtus |  |
| mardi 1er janvier 1907 | Buteurs inconnus |       |        |  |

| dimanche 6 janvier 1907 | Juventus         | 6 - 0 | Virtus |  |
| dimanche 6 janvier 1907 | Buteurs inconnus |       |        |  |

| dimanche 31 mars 1907 | Genoa | 0 - 0 | Juventus |  |
| dimanche 31 mars 1907 |       |       |          |  |

| dimanche 24 novembre 1907 | Juventus         | 2 - 0 | Piemonte | Turin |
| dimanche 24 novembre 1907 | Buteurs inconnus |       |          | Turin |

| dimanche 8 décembre 1907 | Pro Vercelli     | 2 - 2 | Juventus |  |
| dimanche 8 décembre 1907 | Buteurs inconnus |       |          |  |

| dimanche 22 décembre 1907 | Juventus | score inconnu | Pro Vercelli |  |
| dimanche 22 décembre 1907 |          |               |              |  |

## Effectif du club
Effectif des joueurs du Foot-Ball Club Juventus lors de la saison 1907.

## Buteurs
| 2 buts - Ernesto Borel |